# Cadiz (Philippines)
Pour les articles homonymes, voir Cadiz.
Cadiz est une localité de la province du Negros occidental, aux Philippines. En 2015, elle compte 154 723 habitants.